# Кизилсу (приток на Вахш)
Кизилсу (Карасу) (на киргизки: Кызыл-Суу; на таджикски: Кизилсӯ; на руски: Кызылсу) е река в Киргизстан (Ошка област) и Таджикистан, дясна съставяща на Вахш (дясна съставяща на Амударя). Дължина 235 km. Площ на водосборния басейн 8380 km².
Река Кизилсу води началото си под името Карасу от северния склон на Заалайския хребет, в неговата източна част, на 4190 m н.в. До устието на десния си приток Айляма тече на север в тясна долина, след което завива на запад и вече под името Кизилсу навлиза в най-източната част на Алайската долина. Пресича цялата долина от изток на запад на протежение от 150 km, след което навлиза на територията на Таджикистан, като долината ѝ отново се стеснява между Алайския хребет на север и Заалайския на юг. След около 60 km в района на село Дамбураха, на 1834 m н.в. се съединява с идващата отляво река Муксу и двете заедно дават началото на река Вахш (дясна съставяща на Амударя). Основни притоци: Курумди, Кичкесу, Макаштюбе, Куруксай, Кизилдаря, Ачикташ, Комансу, Алтъндаря и др. (леви); Айляма, Калмаксу, Талдик, Сари-Могол, Кьоксу и др. (десни). Среден годишен отток на 86 km от устието 40,6 m³/sec. По течението на Кизилсу са разположени множество малки населени места.

## Топографска карта
- J-42-Б М 1:500000[2]
- J-43-А М 1:500000[3]